# 분취
분취(Saussurea seoulensis)는 국화과에 딸린 여러해살이풀이다. 한국 특산종으로 주로 중부지방에서 자생한다. 서울분취라고도 한다. 산지에서 자라며 높이는 20-80센티미터이다. 줄기는 곧게 서며 잎과 더불어 전체에 거미줄 같은 털이 있고 윗부분에서 가지가 약간 갈라지기도 한다. 뿌리잎은 꽃이 필 때까지 남아 있으며 타원상 난형이다. 줄기잎은 어긋나며 피침형 또는 선형으로 가장자리에 뾰족한 톱니가 있으며 잎자루는 있거나 없다. 꽃은 7-9월에 자주색으로 피며 지름 28-30밀리미터이고 줄기 끝에 1-3개가 달린다. 총포는 길이 14-15밀리미터의 종 모양이며 약간 자줏빛이 돌고 백색 털로 덮여 있다. 포편은 3줄로 배열된다. 열매는 수과로 원통형이며, 백색의 관모가 2줄 있다. 어린순은 나물로 먹는다.